# Tulpenfeld

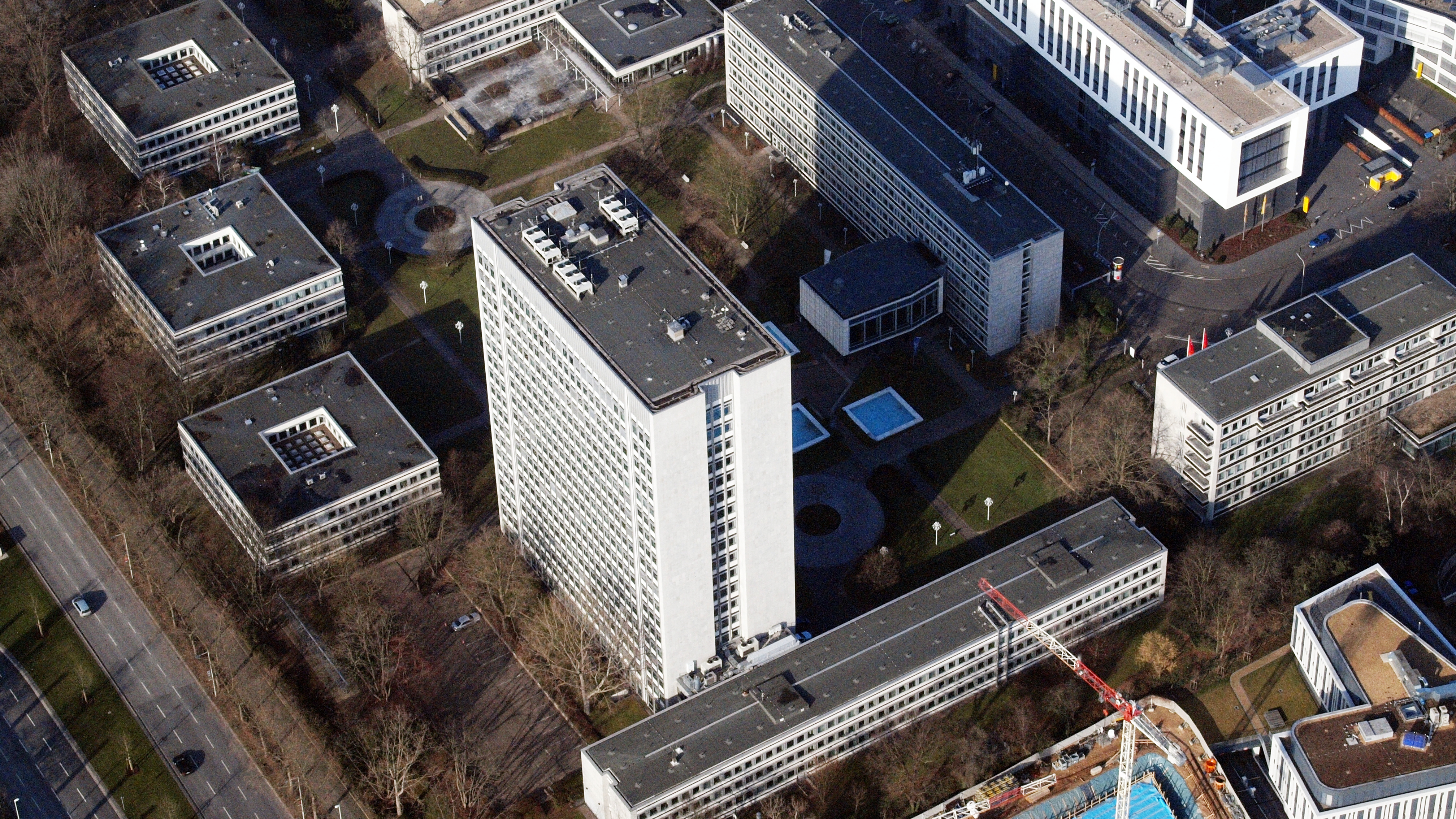
Tulpenfeld, Luftaufnahme (2015)

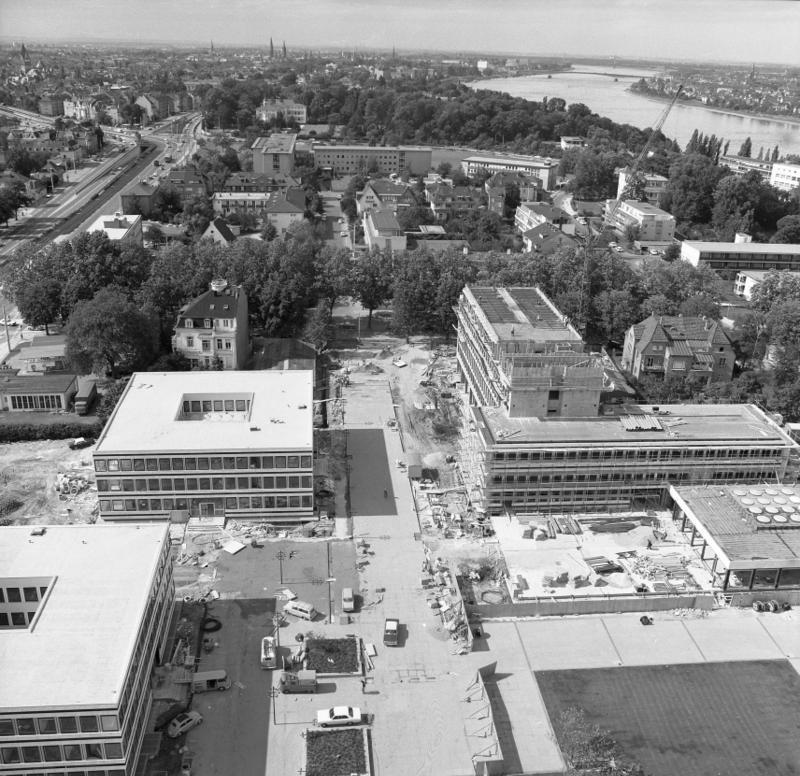
Blick über die Allianzbauten am Tulpenfeld während der Bauphase (1967)

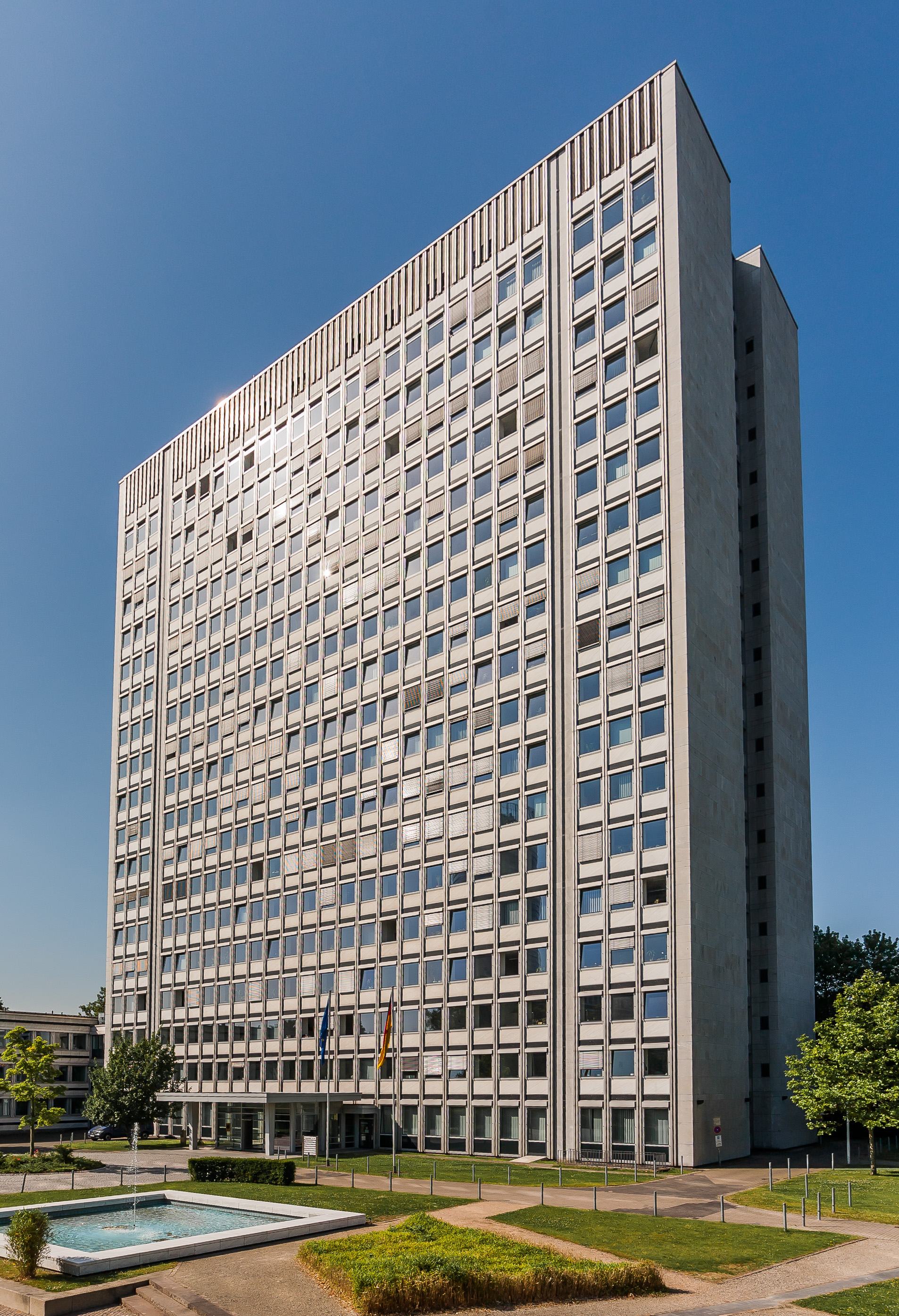
Das 18-geschossige Tulpenfeld-Hochhaus, heute Sitz der Bundesnetzagentur (2014)

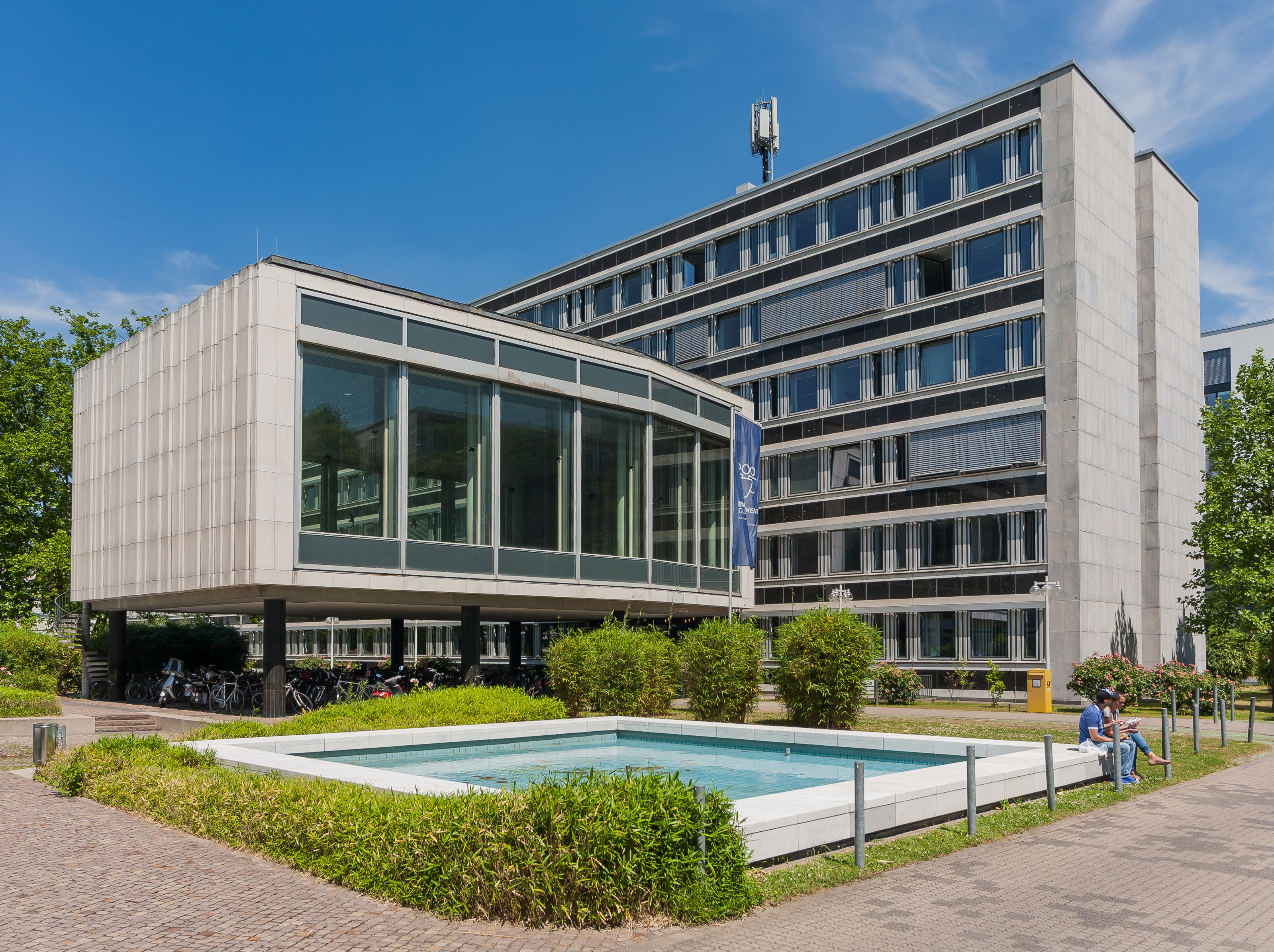
Tulpenfeld, Haus 7 mit ehemaligem Saal der Bundespressekonferenz (2014)

Das Tulpenfeld (auch Allianzbauten am Tulpenfeld) ist ein Gebäudeensemble im Bonner Bundesviertel, das von 1964 bis 1969 auf einem zuvor landwirtschaftlich genutzten Areal entstand. Es wird von einem 18-geschossigen Bürohochhaus mit dreigeschossigem Anbau dominiert, dem sich drei sechsgeschossige Bürohäuser mit niedrigeren Anbauten sowie drei dreigeschossige Atriumhäuser angliedern. Das Tulpenfeld ist eine Station des Geschichtsrundwegs Weg der Demokratie.

## Lage und Gliederung
Das Ensemble erstreckt sich im Zentrum des Bundesviertels (Ortsteil Gronau) zwischen Helmut-Kohl-Allee (Bundesstraße 9) im Westen und Winston-Churchill-Straße/Fritz-Erler-Straße im Osten sowie Heussallee im Norden und einem zum „Trajektkreisel“ (Helmut-Schmidt-Platz) gelegenen Bürogebäude im Süden. Es gruppiert sich um einen zentralen Platz, der von der Heussallee und der Ecke Heinrich-Brüning-Straße/Winston-Churchill-Straße aus zugänglich ist. Das Ensemble ist in die Häuser 1–10 gegliedert, deren gemeinsame Anschrift zunächst Heussallee 2–10, Allianzplatz lautete, bis sie 2000 als Tulpenfeld 1–10 eigene Hausnummern erhielten.

## Geschichte
Das Ensemble wurde in sechs Bauabschnitten von 1964 bis 1969 nach einem Entwurf des Düsseldorfer Architekten Hanns Dustmann von der Allianz AG im Auftrag des Bundes errichtet. Als Gartenarchitekt wirkte Wolfgang Darius. Die Bauten waren das Ergebnis des Beschlusses des Deutschen Bundestages von 1956, in Bonn keine weiteren bundeseigenen Gebäude mehr zu verwirklichen, da die Stadt als Bundeshauptstadt zunächst Provisorium blieb. Der dennoch entstehende Raumbedarf sollte angemietet werden. Das zunächst nach dem Bauherren als „Allianzplatz“ bezeichnete Tulpenfeld war das erste städtebauliche Ensemble und das zugehörige Hochhaus das erste im Bereich des neu entstandenen Parlaments- und Regierungsviertels. Die Einweihung des Ensembles erfolgte bereits am 27. Oktober 1967, bevor im letzten Bauabschnitt noch ein Hotel („Hotel am Tulpenfeld“; Haus 6) mit 160 Betten und Konferenzanbau dazukam. Zu ihm gehörte auch ein bereits zuvor mit dem Gesamtensemble eröffnetes Restaurant („Restaurant am Tulpenfeld“; Haus 8a) mit weiteren Konferenzräumen.
Ab 1968 waren in den Gebäuden verschiedene Bundesministerien untergebracht; von 1978 an hatten auch Abgeordnete des Deutschen Bundestages dort ihre Büros. Bekannt wurde das Tulpenfeld vor allem durch die seit 1967 hier stattfindenden Bundespressekonferenzen, die bis zum 4. August 1999 in dem an beiden Längsseiten verglasten Saal eines der beiden sechsgeschossigen Gebäude (Haus 7) abgehalten wurden. Dieser Bau wurde auch als das „Pressehaus“ bezeichnet; hier waren fast alle Bonner Korrespondenten der großen Tages- und Regionalzeitungen, Presseagenturen wie die dpa, sowie einige ausländische Korrespondenten untergebracht. Das Hotel wurde Mitte der 1980er-Jahre geschlossen und  1986 zum Bürogebäude für den Bundestag umfunktioniert, in dem bis zur Fertigstellung des neuen Plenargebäudes auch das Bundestagspräsidium beheimatet war. Auch das Restaurant wurde im Juni 1991 geschlossen. Im nördlichen der drei Atriumbauten war bis Sommer 1999 die schwedische Botschaft beheimatet (→ Liste der diplomatischen Vertretungen).
Im Zuge der Verlegung des Parlaments- und Regierungssitzes nach Berlin 1999 musste für die Liegenschaft eine neue Nutzung gefunden werden. Die durch den Auszug der Abgeordneten und der Ministerien freiwerdenden Bürokapazitäten wurden unter anderem durch die Bundesnetzagentur wiederbesetzt, die im 18-geschossigen Hochhaus untergebracht ist. Auch die drei Atriumbauten werden von der Bundesnetzagentur genutzt. Des Weiteren waren bzw. sind in den Gebäuden Organisationen der Entwicklungshilfe beheimatet, so ab 1999 der Deutsche Entwicklungsdienst und seit 2000 das Deutsche Institut für Entwicklungspolitik. Deshalb wurde das Tulpenfeld auch als „Nord-Süd-Zentrum“ bezeichnet. Der vormalige Saal der Bundespressekonferenz wurde ab 1999 nur noch sporadisch genutzt, heute hat er keine aktive Funktion mehr. Bis zu deren Umzug im Jahr 2021 gehörte er zu der im ehemaligen Pressehaus ansässigen Organisation Engagement Global.
Die Gebäude wurden von 2001 bis 2006 im Auftrag des Bundes für etwa 50 Millionen Euro saniert. Seit Juli 2009 steht der Tulpenfeld-Komplex teilweise als Baudenkmal unter Denkmalschutz. Einer seitens des Gebäudeeigentümers erhobenen Klage gegen die Unterschutzstellung wurde in Teilen stattgegeben, sodass nunmehr die Fassade und die Kubatur der Gebäude sowie Teile des Inneren (darunter der Saal der Bundespressekonferenz) und des Außengeländes (insbesondere drei Wasserbecken) unter Schutz stehen.

## Rezeption
„[E]ine phantasielos-glatte Ansammlung mehrerer Gebäudekomplexe (…). Teure Materialien und aufwendige Verarbeitung können nicht darüber hinwegtäuschen, daß die Großbauten aus dem städtebaulichen Zusammenhang Bonns herausfallen und nicht zu einem integrierenden Bestandteil kommunalen Lebens geworden sind. Die gesamte Gebäudefolge, weder vom Verkehr aktiviert noch von der Fluktuation einer breiteren Öffentlichkeit mit Leben erfüllt, bildet ein Ensemble kalter Pracht in unattraktiver Umgebung.“

„Die vielfach gescholtenen Allianzbauten am Tulpenfeld von Hanns Dustmann, geplant als städtebauliche Ordnungsfaktoren, haben einen für das Regierungsviertel ganz eigentümlichen Charakter von kühler Distanziertheit. (…) Die glatten Fassaden der Stahlbetonskelettbauten mit ihren edlen Verkleidungen schaffen eine eigenartige virtuelle Kulissenatmosphäre von fotographischer Kälte.“

„Der 1964 bis 1969 erbaute Gebäudekomplex des ‚Tulpenfeldes‘ an der B 9 war längst zur mächtigen, bezeichnenderweise aber als solches nicht wahrnehmbaren Dependance des Deutschen Bundestages geworden (…). Denn das Verbergen der wahren Größe und Bedeutung gehörte zu den städtebaulichen Charakteristika dieses Machtzentrums – eine frappierende Korrespondenz zwischen staatlichem Selbstverständnis und Stadtgestalt.“

„Die ‚Allianzbauten‘ am Tulpenfeld (…) bilden innerhalb des Regierungsviertels einen eigenen Akzent, gleichsam eine ‚Bürostadt‘, die eine geschlossene städtebauliche Einheit bildet, die man regelrecht betritt und die in sich gegliedert ist mit ihrer weiträumigen, verkehrsfreien Anordnung, einer platzräumlichen – wenn auch heute im Detail veränderten – Gestaltung. (…) Die Anordnung als ein Verwaltungs- und Büroareal aus einer Bauphase, bestehend aus mehreren aufeinander bezogenen Bauten, ist im Verwaltungsbau auch für die 1960er Jahre ungewöhnlich.“